# Téo Andant
Téo Andant (ur. 21 lipca 1999 w Nicei) – francuski lekkoatleta, sprinter, medalista mistrzostw świata, Europy i halowych mistrzostw Europy. Startował również w reprezentacji Monako.
Specjalizuje się w biegu na 400 metrów. Zdobył srebrny medal sztafecie 4 × 400 metrów na mistrzostwach Europy juniorów w 2017 w Grosseto, brązowy medal w tej konkurencji na młodzieżowych mistrzostwach Europy w 2019 w Gävle i złoty, również w sztafecie 4 × 400 metrów, na młodzieżowych mistrzostwach Europy w 2021 w Tallinnie.
Zdobył brązowy medal w sztafecie 4 × 400 metrów na mistrzostwach Europy w 2022 w Monachium i srebrny medal w tej konkurencji na halowych mistrzostwach Europy w 2023 w Stambule. W tym samym roku wywalczył srebrny medal, tym razem w biegu rozstawnym 4 × 400 metrów, podczas mistrzostw świata w Budapeszcie.
Reprezentant kraju na drużynowych mistrzostwach Europy oraz World Athletics Relays. 
Był wicemistrzem Francji w biegu na 400 metrów w 2020 i 2022, a w hali brązowym medalistą na tym dystansie w 2021 i 2023.

## Osiągnięcia
| Rok  | Impreza                                 | Miejsce   | Konkurencja        | Pozycja    | Wynik      |
| ---- | --------------------------------------- | --------- | ------------------ | ---------- | ---------- |
| 2017 | Mistrzostwa Europy juniorów             | Grosseto  | bieg na 400 m      | półfinał   | 47,41      |
| 2017 | Mistrzostwa Europy juniorów             | Grosseto  | sztafeta 4 × 400 m | 2. miejsce | 3:09,04    |
| 2018 | Mistrzostwa świata juniorów             | Tampere   | sztafeta 4 × 400 m | 4. miejsce | 3:06,65    |
| 2019 | Młodzieżowe mistrzostwa Europy          | Gävle     | sztafeta 4 × 400 m | 3. miejsce | 3:05,35    |
| 2021 | Młodzieżowe mistrzostwa Europy          | Tallinn   | sztafeta 4 × 400 m | 1. miejsce | 3:05,01    |
| 2022 | Mistrzostwa świata                      | Eugene    | sztafeta 4 × 400 m | 7. miejsce | 3:01,35    |
| 2022 | Mistrzostwa Europy                      | Monachium | sztafeta 4 × 400 m | 3. miejsce | 2:59,64    |
| 2023 | Halowe mistrzostwa Europy               | Stambuł   | sztafeta 4 × 400 m | 2. miejsce | 3:06,52    |
| 2023 | I dywizja drużynowych mistrzostw Europy | Chorzów   | sztafeta mieszana  | 2. miejsce | 3:13,36    |
| 2023 | Mistrzostwa świata                      | Budapeszt | sztafeta mieszana  | 4. miejsce | 3:12,99    |
| 2023 | Mistrzostwa świata                      | Budapeszt | sztafeta 4 × 400 m | 2. miejsce | 2:58,45    |
| 2024 | World Athletics Relays                  | Nassau    | sztafeta 4 × 400 m | repasaże   | 3:02,44    |
| 2024 | Mistrzostwa Europy                      | Rzym      | bieg na 400 m      | półfinał   | 45,72      |
| 2024 | Mistrzostwa Europy                      | Rzym      | sztafeta 4 × 400 m | 4. miejsce | 3:01,43    |
| 2024 | Igrzyska olimpijskie                    | Paryż     | sztafeta 4 × 400 m | 9. miejsce | 3:07,30    |
| 2024 | Igrzyska olimpijskie                    | Paryż     | sztafeta mieszana  | –          | DQ (elim.) |
| 2025 | Halowe mistrzostwa Europy               | Apeldoorn | bieg na 400 m      | eliminacje | 46,32      |
| 2025 | Halowe mistrzostwa Europy               | Apeldoorn | sztafeta 4 × 400 m | 5. miejsce | 3:05,83    |
| 2025 | I dywizja drużynowych mistrzostw Europy | Madryt    | bieg na 400 m      | 7. miejsce | 45,21      |

## Rekordy życiowe
- bieg na 200 metrów – 21,46 (22 lipca 2018, Bondoufle)
- bieg na 400 metrów – 45,18 (22 lipca 2023, Madryt)
- bieg na 400 metrów (hala) – 46,21 (8 lutego 2025, Metz)

27 sierpnia 2023 w Budapeszcie francuska sztafeta 4 × 400 metrów z Andantem na ostatniej zmianie wynikiem 2:58,45 ustanowiła aktualny rekord kraju w tej konkurencji.
2 sierpnia 2024 w Paryżu francuska sztafeta mieszana 4 × 400 metrów z Andantem na trzeciej zmianie wynikiem 3:10,60 ustanowiła aktualny rekord kraju w tej konkurencji.
9 marca 2025 w Apeldoorn francuska sztafeta 4 × 400 metrów z Andantem na ostatniej zmianie wynikiem 3:05,83 ustanowiła aktualny halowy rekord kraju w tej konkurencji.